# Las nornas
Las Nornas es una película española de cine negro de 2012, protagonizada por el actor Rodolfo Sancho.

## Sinopsis
Ares es un policía infiltrado en una organización secreta conocida como Las Nornas, en referencia a las nornas de la mitología escandinava, las tres hilanderas que tejían el destino de hombres y dioses.
La organización se dedica principalmente a eliminar sujetos que impiden el beneficio de grandes empresas o, incluso, estados, o que de alguna manera atentan contra el poder de estos. Sus asesinos son denominados limpiadores y siempre hacen que las ejecuciones parezcan accidentes.
El agente infiltrado pasará serias dificultades y se verá abocado a vivir situaciones límite mientras espera recibir instrucciones antes de la macrorredada policial que permita la detención de los sospechosos.

## Elenco
- Rodolfo Sancho
- Diego Rodeiro
- Julio Jordán
- Patricia Méndez
- Manuel de Blas
- Angel Hidalgo
- María Casal
- Olga Sanchíz

## Producción
La filmación de los interiores se hizo en Navalcarnero (Madrid), durante los meses de junio y julio de 2011. Los exteriores se rodaron en Madrid.